# Raymond Ice Ridge
Raymond Ice Ridge ist ein Grat aus Presseis an der Siple-Küste des westantarktischen Marie-Byrd-Lands. Er liegt zwischen dem Bindschadler- und dem Kamb-Eisstrom. An seinem westlichen Ende ragt der Siple Dome auf.
Das Advisory Committee on Antarctic Names benannte dieses Objekt 2003 nach dem US-amerikanischen Geophysiker Charles F. Raymond von der University of Washington, der von 1994 bis 2002 in mehreren Kampagnen Studien vor Ort zur geschichtlichen Entwicklung des Eisstromsystems im Marie-Byrd-Land betrieben hatte.